# آلوئه
آلوئه یک گونه از گیاهان گوشتی در زیر خانواده سریشی‌واران از خانواده سریشیان است که از آلوئه ها و اقوام نزدیک آنها تشکیل شده است.